# Segona Batalla de Coron

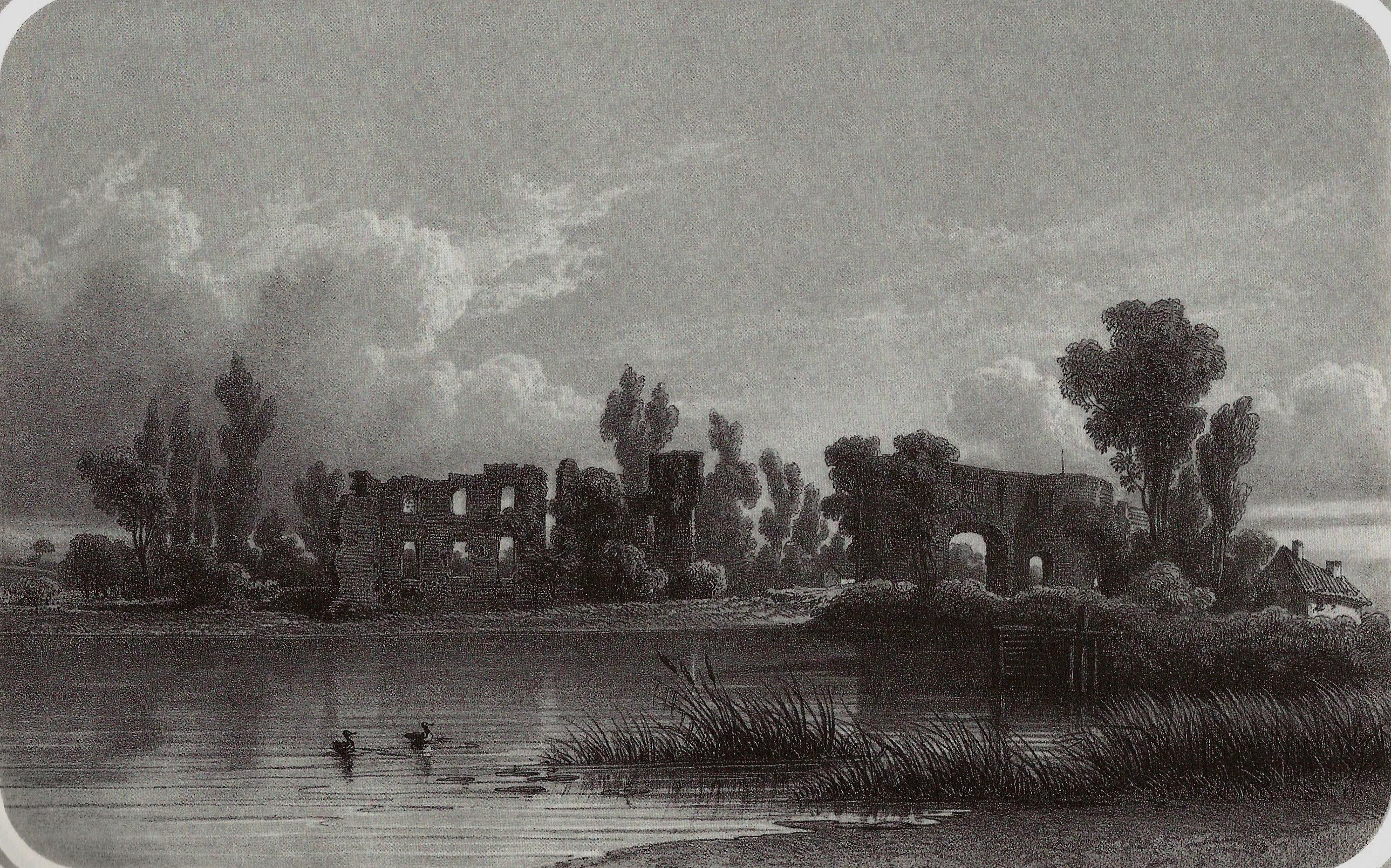
Castell de La Roche Coron per Thomas Drake

La 2ª. Batalla de Coron, té lloc des de les 9 del matí fins a les 9 hores del vespre l'11 d'abril de 1793 durant la Revolta de La Vendée.

## Actuacions
El 9 d'abril de 1793, els Vendeans de Stofflet van ser atacats pels republicans del general Leigonyer. Aquest últim va fer marxar a les seves tropes en tres columnes. La columna de l'esquerra, surt de Saint-Hilaire-du-Bois, i va fugir prop del château des Hommes després d'haver estat refusada a trets dues vegades. La columna de la dreta, que forma part del moviment de Voide i que és a La Salle-de-Vihiers, gairebé a perd la vista.
Reposat el primer dia, Leigonyer llança un nou atac l'endemà. Tot i això, es va trobar amb l'oposició dels seus artillers que es queixaven d'una reducció de la paga i que s'havia de restablir al vell preu perquè acceptessin marxar.
Els vendeans, atrinxerats a les cases de la ciutat, van acabar retrocedint a Chemillé. Tot i això, després d'haver rebut reforços, Stoffiet torna a Coron, però els republicans el rebutgen definitivament amb una càrrega de baioneta als afores del poble. Esgotats després de tres dies de lluita, els vendeans van caure sobre Mortagne-sur-Sèvre. Coron va estar en mans dels republicans l'11 d'abril, que després van prendre Vezins el 12.